# 물명고
《물명고》(物名攷)는 조선 후기의 실학자 정약용이 지었다고 알려진 어휘집이다. 《물명괄》(物名括) 또는 《죽란물명고》(竹欄物名攷)라는 이름으로도 남아 있다. 정약용의 여유당전서에 죽란물명고 발문이 전해지고, 단국대학교 진동혁 교수 소장본 물명괄에 ‘다산’이라고 적혀 있어 물명고의 저자는 정약용으로 추정된다. 수십 종의 필사본이 남아 있다.
류희의 《물명유고》와 마찬가지로 한자어 표제어를 한글이나 한문으로 풀이하였다. 표제어는 초목류(草木類), 조수류(鳥獸類), 충어류(蟲魚類) 등 18가지로 분류되어 있다. 근대 한국어 연구 자료로 가치가 있다.